# Rachel McQuillan
Rachel McQuillan (Merewether, 2 december 1971) is een voormalig tennisspeelster uit Australië. Zij speelt rechtshandig en heeft een tweehandige backhand. Zij was actief in het proftennis van 1987 tot en met 2003. Ondanks een operatie aan haar rechterelleboog (in 2001), werd zij door deze blessure uiteindelijk toch gedwongen om met tennis te stoppen.

## Loopbaan

### Enkelspel
McQuillan debuteerde in 1986 op het ITF-toernooi van Sydney (Australië). Op datzelfde toernooi een jaar later stond zij voor het eerst in een finale – toen veroverde zij haar eerste titel, door landgenote Kristine Radford te verslaan. In totaal won zij veertien ITF-titels, de laatste in 2003 in Bendigo (Australië).
Eind 1987 speelde McQuillan voor het eerst op een WTA-hoofdtoernooi, op het toernooi van Brisbane. Zij stond in 1989 voor het eerst in een WTA-finale, op het toernooi van Athene – zij verloor van de Zweedse Cecilia Dahlman. McQuillan veroverde nooit een WTA-enkelspeltitel – wel bereikte zij zes keer de finale, voor het laatst in 1994 in Hobart. McQuillan nam deel aan de Olympische spelen van 1992 in Barcelona en aan die van 1996 in Atlanta – in beide gevallen kwam zij niet voorbij de eerste ronde.
Haar beste resultaat op de grandslamtoernooien is het bereiken van de vierde ronde. Haar hoogste notering op de WTA-ranglijst is de 28e plaats, die zij bereikte in juni 1991.

### Dubbelspel
McQuillan behaalde in het dubbelspel betere resultaten dan in het enkelspel. Zij debuteerde in 1987 op het ITF-toernooi van Melbourne (Australië) samen met landgenote Rennae Stubbs. Zij stond later dat jaar voor het eerst in een finale, op het ITF-toernooi van Auburn (Australië), samen met landgenote Jo-Anne Faull – hier veroverde zij haar eerste titel, door het Australische duo Kirrily Sharpe en Janine Thompson te verslaan. In totaal won zij 21 ITF-titels, de laatste in 2002 in Nuriootpa (Australië).
In 1988 speelde McQuillan voor het eerst op een WTA-hoofdtoernooi, op het toernooi van Sydney, weer samen met Jo-Anne Faull. Zij stond in 1990 voor het eerst in een WTA-finale, op het toernooi van Tokio, ook nu samen met Jo-Anne Faull – zij verloren van het koppel Gigi Fernández en Elizabeth Smylie. In 1991 veroverde McQuillan haar eerste WTA-titel, op het toernooi van Schenectady, samen met de Duitse Claudia Porwik, door het Amerikaanse koppel Nicole Arendt en Shannan McCarthy te verslaan. In 1992 speelde zij, met Nicole Provis aan haar zijde, op de Olympische spelen in Barcelona – zij behaalden er een bronzen medaille. In totaal won zij vijf WTA-titels, de laatste in 2001 in Tokio, samen met de Zuid-Afrikaanse Liezel Huber.
Haar beste resultaat op de grandslamtoernooien is het bereiken van de kwartfinale. Haar hoogste notering op de WTA-ranglijst is de vijftiende plaats, die zij bereikte in juni 1992.
Haar beste resultaat in het gemengd dubbelspel is het bereiken van de halve finale – samen met David Macpherson presteerde zij dit vier keer.

### Tennis in teamverband
In de periode 1990–2001 nam McQuillan negen keer deel aan het Australische Fed Cup-team. Ook hier was zij in het dubbelspel succesvoller: daarin won zij 63% van haar partijen (5 uit 8) – in het enkelspel was dat 25% (6 uit 24).

## Posities op deWTA-ranglijst
Positie per einde seizoen:
| jaar | rang enkelspel | rang dubbelspel |
| ---- | -------------- | --------------- |
| 1987 | 360            | 304             |
| 1988 | 164            | 116             |
| 1989 | 79             | 71              |
| 1990 | 39             | 53              |
| 1991 | 36             | 31              |
| 1992 | 38             | 20              |
| 1993 | 112            | 46              |
| 1994 | 61             | 37              |
| 1995 | 69             | 64              |
| 1996 | 186            | 59              |
| 1997 | 49             | 44              |
| 1998 | 177            | 40              |
| 1999 | 211            | 75              |
| 2000 | 110            | 74              |
| 2001 | 70             | 50              |
| 2002 | 208            | 162             |
| 2003 | 263            | 115             |

## Palmares
| Legenda                |
| ---------------------- |
| Grandslamtoernooi      |
| Olympische Spelen      |
| Year-End Championships |
| Tier I                 |
| Tier II                |
| Tier III               |
| Tier IV & V            |

### WTA-finaleplaatsen enkelspel
| nr.              | finale     | toernooi        | ondergrond | tegenstandster       | score         |         |
| ---------------- | ---------- | --------------- | ---------- | -------------------- | ------------- | ------- |
| gewonnen finales |            |                 |            |                      |               |         |
| geen             |            |                 |            |                      |               |         |
| verloren finales |            |                 |            |                      |               |         |
| 1.               | 1989-09-17 | WTA Athene      | gravel     | Cecilia Dahlman      | 3-6, 6-1, 5-7 | details |
| 2.               | 1990-01-07 | WTA Brisbane    | hardcourt  | Natallja Zverava     | 4-6, 0-6      | details |
| 3.               | 1990-09-16 | WTA Kitzbühel   | gravel     | Claudia Kohde-Kilsch | 6-7, 4-6      | details |
| 4.               | 1991-05-26 | WTA Straatsburg | gravel     | Radomira Zrubáková   | 6-7, 6-7      | details |
| 5.               | 1992-01-05 | WTA Brisbane    | hardcourt  | Nicole Provis        | 3-6, 2-6      | details |
| 6.               | 1994-01-15 | WTA Hobart      | hardcourt  | Mana Endo            | 1-6, 7-6, 4-6 | details |

### WTA-finaleplaatsen vrouwendubbelspel
| nr.              | finale     | toernooi          | ondergrond | partner            | tegenstandsters                    | score         |         |
| ---------------- | ---------- | ----------------- | ---------- | ------------------ | ---------------------------------- | ------------- | ------- |
| gewonnen finales |            |                   |            |                    |                                    |               |         |
| 1.               | 1991-08-25 | WTA Schenectady   | hardcourt  | Claudia Porwik     | Nicole Arendt Shannan McCarthy     | 6-2, 6-4      | details |
| 2.               | 1993-08-29 | WTA Schenectady   | hardcourt  | Claudia Porwik     | Florencia Labat Barbara Rittner    | 4-6, 6-4, 6-2 | details |
| 3.               | 1993-09-19 | WTA Hongkong      | hardcourt  | Karin Kschwendt    | Debbie Graham Marianne Werdel      | 1-6, 7-6, 6-2 | details |
| 4.               | 2000-06-18 | WTA Birmingham    | gras       | Lisa McShea        | Cara Black Irina Seljoetina        | 6-3, 7-6      | details |
| 5.               | 2001-10-07 | WTA Japan (Tokio) | hardcourt  | Liezel Huber       | Janet Lee Wynne Prakusya           | 6-2, 6-0      | details |
| verloren finales |            |                   |            |                    |                                    |               |         |
| 1.               | 1990-02-04 | WTA Tokio         | tapijt (i) | Jo-Anne Faull      | Gigi Fernández Elizabeth Smylie    | 2-6, 2-6      | details |
| 2.               | 1990-09-30 | WTA Bayonne       | tapijt (i) | Jo-Anne Faull      | Louise Field Catherine Tanvier     | 6-7, 7-6, 6-7 | details |
| 3.               | 1991-09-29 | WTA Bayonne       | tapijt (i) | Catherine Tanvier  | Patricia Tarabini Nathalie Tauziat | 3-6, opg.     | details |
| 4.               | 1992-02-09 | WTA Osaka         | tapijt (i) | Sandy Collins      | Rennae Stubbs Helena Suková        | 6-3, 4-6, 5-7 | details |
| 5.               | 1992-05-03 | WTA Tarente       | gravel     | Radomira Zrubáková | Amanda Coetzer Inés Gorrochategui  | 6-4, 3-6, 6-7 | details |
| 6.               | 1992-09-20 | WTA Parijs        | gravel     | Noëlle van Lottum  | Sandra Cecchini Patricia Tarabini  | 5-7, 1-6      | details |
| 7.               | 1994-01-09 | WTA Brisbane      | hardcourt  | Jenny Byrne        | Laura Golarsa Natalia Medvedeva    | 3-6, 1-6      | details |
| 8.               | 1994-01-15 | WTA Hobart        | hardcourt  | Jenny Byrne        | Linda Wild Chanda Rubin            | 5-7, 6-4, 6-7 | details |
| 9.               | 1994-08-07 | WTA San Diego     | hardcourt  | Ginger Helgeson    | Jana Novotná Arantxa Sánchez       | 3-6, 3-6      | details |
| 10.              | 1997-05-24 | WTA Edinburgh     | gravel     | Nana Miyagi        | Nicole Arendt Manon Bollegraf      | 1-6, 6-3, 5-7 | details |
| 11.              | 1998-05-23 | WTA Madrid        | gravel     | Nicole Pratt       | Florencia Labat Dominique Monami   | 3-6, 1-6      | details |

## Resultaten grandslamtoernooien
| Legenda | Legenda                          |
| ------- | -------------------------------- |
| g.t.    | geen toernooi gehouden           |
| l.c.    | lagere categorie                 |
| –       | niet deelgenomen                 |
| G       | uitgeschakeld in de groepsfase   |
| 1R      | uitgeschakeld in de eerste ronde |
| 2R      | uitgeschakeld in de tweede ronde |
| 3R      | uitgeschakeld in de derde ronde  |
| 4R      | uitgeschakeld in de vierde ronde |
| KF      | uitgeschakeld in de kwartfinale  |
| HF      | uitgeschakeld in de halve finale |
| F       | de finale verloren               |
| W       | het toernooi gewonnen            |
| w-v     | winst/verlies-balans             |

### Enkelspel
| Toernooi        | 1988 | 1989 | 1990 | 1991 | 1992 | 1993 | 1994 | 1995 | 1996 | 1997 | 1998 | 1999 | 2000 | 2001 | 2002 | 2003 | w-v   |
| --------------- | ---- | ---- | ---- | ---- | ---- | ---- | ---- | ---- | ---- | ---- | ---- | ---- | ---- | ---- | ---- | ---- | ----- |
| Australian Open | 1R   | 1R   | 4R   | 4R   | 3R   | 1R   | 3R   | 1R   | 1R   | 1R   | 1R   | 2R   | 1R   | 1R   | 1R   | 1R   | 11-16 |
| Roland Garros   | –    | 1R   | 1R   | 4R   | –    | 2R   | 1R   | 1R   | 1R   | 1R   | 1R   | –    | –    | 3R   | –    | –    | 6-10  |
| Wimbledon       | –    | –    | 2R   | 1R   | 1R   | 2R   | 2R   | 2R   | –    | 1R   | 1R   | –    | –    | 1R   | –    | –    | 4-9   |
| US Open         | –    | 1R   | 2R   | 2R   | 3R   | 1R   | 1R   | 1R   | –    | 4R   | 1R   | –    | 1R   | 2R   | –    | –    | 8-11  |

### Vrouwendubbelspel
| Toernooi        | 1988 | 1989 | 1990 | 1991 | 1992 | 1993 | 1994 | 1995 | 1996 | 1997 | 1998 | 1999 | 2000 | 2001 | 2002 | 2003 | w-v   |
| --------------- | ---- | ---- | ---- | ---- | ---- | ---- | ---- | ---- | ---- | ---- | ---- | ---- | ---- | ---- | ---- | ---- | ----- |
| Australian Open | 1R   | 2R   | KF   | 1R   | 3R   | 2R   | 1R   | 1R   | 2R   | 2R   | KF   | 1R   | 1R   | 3R   | 1R   | 2R   | 15-16 |
| Roland Garros   | –    | 3R   | 3R   | 3R   | –    | 3R   | 3R   | 1R   | 3R   | 1R   | 1R   | 2R   | 2R   | 1R   | 1R   | 2R   | 15-14 |
| Wimbledon       | 2R   | –    | 1R   | 3R   | 1R   | 3R   | 1R   | 2R   | 3R   | 1R   | 1R   | 1R   | 1R   | KF   | 1R   | 1R   | 11-15 |
| US Open         | –    | 1R   | 1R   | KF   | KF   | 3R   | 2R   | 2R   | 2R   | 2R   | 3R   | 1R   | 1R   | 1R   | 1R   | 1R   | 14-15 |

### Gemengd dubbelspel
| Toernooi        | 1988 | 1989 | 1990 | 1991 | 1992 | 1993 | 1994 | 1995 | 1996 | 1997 | 1998 | 1999 | 2000 | 2001 | 2002 | 2003 | w-v   |
| --------------- | ---- | ---- | ---- | ---- | ---- | ---- | ---- | ---- | ---- | ---- | ---- | ---- | ---- | ---- | ---- | ---- | ----- |
| Australian Open | 2R   | –    | –    | KF   | HF   | 2R   | –    | 2R   | 2R   | 1R   | 2R   | KF   | –    | KF   | –    | –    | 14-10 |
| Roland Garros   | –    | 2R   | 3R   | 1R   | –    | 3R   | 1R   | HF   | 2R   | KF   | HF   | 2R   | 2R   | –    | –    | –    | 17-10 |
| Wimbledon       | –    | –    | 1R   | 2R   | 1R   | 2R   | 3R   | 1R   | 3R   | 1R   | 3R   | 2R   | 1R   | 1R   | 1R   | 1R   | 8-14  |
| US Open         | –    | –    | HF   | 1R   | 2R   | –    | KF   | –    | HF   | –    | KF   | 2R   | –    | –    | –    | –    | 12-7  |